# Шен Мао
Шен Мао (*盛懋, д/н —після 1361) — китайський художник часів династії Юань.

## Життєпис
Походив з родини художників. Про батьків немає відомостей. Народився у м. Лін'ань (сучасне Ханьчжоу). При народженні отримав ім'я Цзічжао. Основи малювання отримав від свого батька. Згодом навчався живопису у Чень Ліня. Тривалий час мешкав у м. Цзясін, де був сусідом У Чженя. Розквіт творчості припадає на період з 1310 до 1361 року. Про подальшу діяльність нічого не відомо.

## Творчість
З доробку на тепер відомо лише про 21 роботу, більшість з яких находиться у музеях Китаю, Тайваня, Японії й США. Спеціалізувався на створені пейзажів, ландшафтів з фігурами людей. Особливістю картин була вишуканість, делікатність зображеного, поєднуючи традиції Чжао Менфу та Південної Сун. Малювання супроводжував поетичними написами. Найвідомішими працями є «Село у горах», «Синій та зелений пейзажі», «У пошуках квітки сливи», «Човен на березі річки восени», «Мандрівники в хмарах гори влітку», «Садиба у деревах біля підніжжя снігових гір», «Стара сосна, що росте нас келі», «Два великих пейзажі з символами відтворення музики в лісі» «Насолоджуючись гірським повітрям».